# 日産工機
日産工機株式会社（にっさんこうき）は神奈川県高座郡寒川町にある自動車エンジンを製造する会社。日本内燃機、及び東急くろがね工業を前身とする企業で、現在は日産グループの一員。

## 事業内容
- 自動車・フォークリフトおよび、産業機械用など各種エンジンの製造[2]
- 各種エンジン用部品の機械加工[2]
- 車軸部品の機械加工・組立[2]

## 主要製品
- 自動車用エンジン[3]
  - VG・RB系・VQ・Z・TB・NA・KA・QR[4]・YD・ZD
  - RB26DETTは2002年の生産終了以降もファイナルエディションとして2013年まで生産が行われた[5]。
- アクスル[3]
- 産業機械用エンジン[3]
- 加工部品（カムシャフト・コネクティングロッド・シリンダーヘッド・シリンダーブロック・インテークマニホールド・その他）[3]

## 沿革
日本内燃機とオオタ自動車工業の二つの会社が合併した東急くろがね工業を前身とし、日産自動車により再建された。
- 1964年9月30日 - 同年7月31日東京地方裁判所の更生計画認可の決定に基き東急くろがね工業の業務を引き継ぐ第二会社として東急機関工業株式会社を設立。蒲田、大森、寒川に工場を設置。日産自動車と業務提携開始。
- 1968年4月30日 - 本社・工場を東京都大田区矢口三丁目28番10号から神奈川県高座郡寒川町岡田2600番地に移転。[7]。
- 1970年7月 - 株主が東京急行電鉄およびその系列会社に代わり、日産自動車一社のみとなる。[8]。
- 1971年6月1日 - 日産工機株式会社に商号変更。[8]。
- 1997年11月 - 本社ビル1階にショールームをオープン。[8]。
- 2006年3月 - 開発部門を分離し、日産テクノ（現：日産オートモーティブテクノロジー）に統合。[8]。